# Clyde Kusatsu

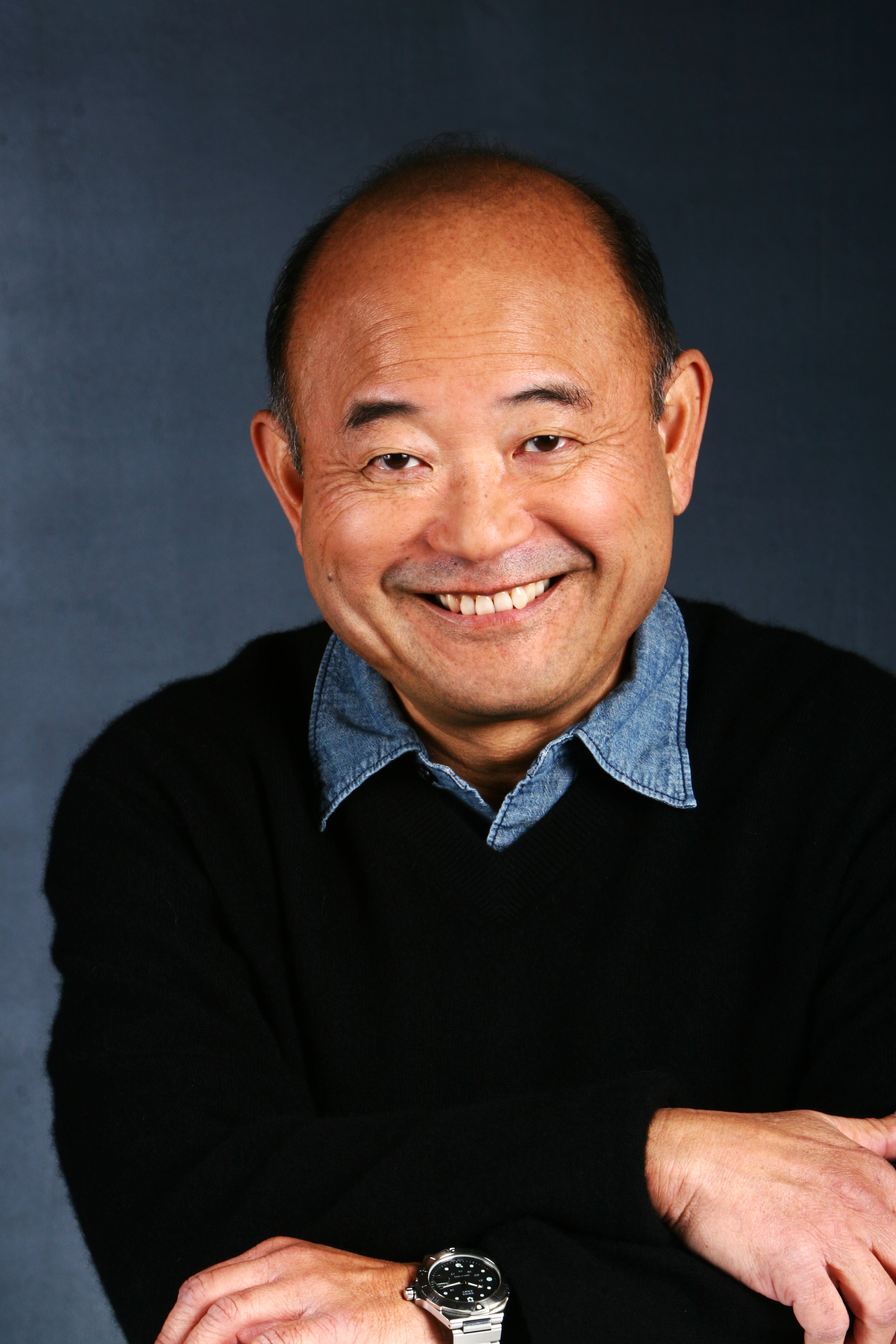
Clyde Kusatsu (2008)

Clyde Kusatsu (jap. クライド 草津, Kuraido Kusatsu; * 13. September 1948 in Honolulu, Hawaii) ist ein US-amerikanischer Schauspieler japanischer Abstammung.

## Leben
Clyde Kusatsu wurde in Honolulu geboren und ist dort aufgewachsen. Er hat dort die Iolani Highschool besucht und ein Jahr an der Northwestern University (Illinois) Theater studiert, und währenddessen kleinere Rollen gespielt. 
Seine ersten Gastrollen hatte er in der US-amerikanischen Krimiserie Kung Fu, an der Seite von David Carradine, und in M*A*S*H. Sein erster großer Film war Schlacht um Midway 1976.
Später hat Kusatsu in vielen Serien mitgespielt, teilweise auch Hauptrollen. In der Seifenoper Schatten der Leidenschaft, spielte er sechs Jahre lang in 27 Folgen. Auffällig oft wurde er früher für Arztrollen besetzt. Nebenbei hatte er auch Gastrollen in Zeichentrickserien.
Clyde Kusatsu hat mit seiner Frau Gayle zwei Söhne.

## Filmografie (Auswahl)

### Filme
- 1976: Schlacht um Midway (Midway)
- 1977: Die Chorknaben (The choirboys)
- 1978: Dr. Strange
- 1979: Ein Rabbi im Wilden Westen (The Frisco Kid)
- 1981: Kesse Bienen auf der Matte (… All the Marbles)
- 1982: Wenn er in die Hölle will, laß ihn gehen (The Challenge)
- 1984: Cheerballs
- 1985: Alles hört auf mein Kommando (Volunteers)
- 1986: Shanghai Surprise
- 1989: Scott & Huutsch (Turner & Hooch)
- 1990: Ein Vogel auf dem Drahtseil (Bird on a Wire)
- 1991: Eine perfekte Waffe (The Perfekt Weapon)
- 1993: In the Line of Fire – Die zweite Chance (In the Line of Fire)
- 1993: Made in America
- 1993: Die Wiege der Sonne (Rising Sun)
- 1994: Nightmare Lover (Dream Lover)
- 1995: Top Dog
- 1997: Paradise Road
- 1998: Godzilla
- 1999: American Pie – Wie ein heißer Apfelkuchen (American Pie)
- 2003: State of Mind (The United States of Leland)
- 2003: Hollywood Cops (Hollywood Homicide)
- 2004: Paparazzi
- 2004: The Quest – Jagd nach dem Speer des Schicksals (The Librarian – Quest for the Spear)
- 2005: High School Confidential (Pretty Persuasion)
- 2005: Wo die Liebe hinfällt … (Rumor Has It …)
- 2005: Die Dolmetscherin (The Interpreter)
- 2005: Shopgirl
- 2008: Harold & Kumar 2 – Flucht aus Guantanamo (Harold & Kumar Escape from Guantanamo Bay)
- 2009: Love Happens
- 2010: A Nanny for Christmas
- 2012: Any Day Now
- 2013: 47 Ronin
- 2013: The Face – Liebe hat viele Gesichter (The Face of Love)
- 2016: Dark Paradise
- 2018: Doxxed

### Fernsehserien
- 1973–1975: Kung Fu (5 Folgen)
- 1973–1982: M*A*S*H (4 Folgen, verschiedene Rollen)
- 1974: Der Chef (Ironside, Folge 7x13)
- 1974: Mannix (Folge 8x08)
- 1976: Delvecchio (Folge 1x05)
- 1976: Hawaii Fünf-Null (Hawaii Five-0, Folge 9x10)
- 1976–1979: All in the Family (3 Folgen)
- 1977: Detektiv Rockford – Anruf genügt (The Rockford Files, Folge 3x18)
- 1977, 1981: Quincy (Quincy M.E., Folgen 2x06, 6x13)
- 1977, 1982: Lou Grant (Folgen 1x06, 5x15)
- 1978: Taxi (Folge 1x05)
- 1980–1986: Magnum (7 Folgen, verschiedene Rollen)
- 1980: Benson (Folge 2x01)
- 1981: Unter der Sonne Kaliforniens (Knots Landing, Folgen 3x01–3x02)
- 1982–1983: Frank Buck – Abenteuer in Malaysia (Bring ’Em Back Alive, Hauptrolle)
- 1982, 1984: Simon & Simon (Folgen 1x13, 3x20)
- 1984: Cagney & Lacey (Folge 4x07)
- 1985: Dallas (Folge 8x17)
- 1985: T. J. Hooker (Folge 4x14)
- 1985: Hunter (Folge 2x02)
- 1985–1986: MacGyver (Folgen 1x02, 2x04)
- 1986: Remington Steele (Folge 4x11)
- 1986: Ein Colt für alle Fälle (The Fall Guy, Folge 5x12)
- 1986: Trapper John, M.D. (Folge 7x11)
- 1986: ALF (Folge 1x09)
- 1987: Der Denver-Clan (Dynasty, Folgen 7x14–7x15)
- 1987: L.A. Law – Staranwälte, Tricks, Prozesse (L.A. Law, Folge 1x20)
- 1987: Stingray (Folge 2x13)
- 1988: Wer ist hier der Boss? (Who's the Boss?, Folge 4x24)
- 1989–1994: Raumschiff Enterprise – Das nächste Jahrhundert (Star Trek: The Next Generation, 3 Folgen)
- 1989–1990: Dr. Kulani – Arzt auf Hawaii (Island Son, 18 Folgen)
- 1990: Mord ist ihr Hobby (Murder, She Wrote, Folge 6x12)
- 1991: College Fieber (A Different World, Folge 4x19)
- 1991–1994: Alle unter einem Dach (Family Matters, 3 Folgen)
- 1992: Raven (Folge 1x01)
- 1992, 1999: Beverly Hills, 90210 (Folgen 3x15, 10x07)
- 1993: Superman – Die Abenteuer von Lois & Clark (Lois & Clark: The New Adventures of Superman, Folge 1x01)
- 1994–1997: Walker, Texas Ranger (Folgen 2x22, 5x21)
- 1994: Die Abenteuer des Brisco County jr. (The Adventures of Brisco County, Jr., Folge 1x19)
- 1995: Ellen (Folge 2x21)
- 1996: Murder One (Folge 2x02)
- 1997: Ein Hauch von Himmel (Touched By An Angel, Folge 3x15)
- 1997: Party of Five (Folge 4x02)
- 1998, 2001: Practice – Die Anwälte (The Practice, Folgen 2x28, 6x08)
- 1998: Das Netz – Todesfalle Internet (The Net, Folge 1x06)
- 1998: Chicago Hope – Endstation Hoffnung (Chicago Hope, Folge 5x06)
- 1999: Dharma & Greg (Folge 3x02)
- 1999, 2002: Providence (Folgen 1x12, 5x03)
- 2000: The West Wing – Im Zentrum der Macht (The West Wing, Folge 1x11)
- 2000: Pretender (The Pretender, Folge 4x14)
- 2000: Ally McBeal (Folgen 3x16, 3x18)
- 2000, 2004: JAG – Im Auftrag der Ehre (JAG, Folgen 6x05, 10x04)
- 2000: Malcolm mittendrin (Malcolm in the Middle, Folge 2x01)
- 2003: Nip/Tuck – Schönheit hat ihren Preis (Nip/Tuck, Folge 1x10)
- 2003–2023: Zeit der Sehnsucht (Days of Our Lives, 10 Folgen)
- 2004: Everwood (Folge 2x21)
- 2004–2006: Still Standing (3 Folgen)
- 2005: The Closer (Folge 1x01)
- 2005: Numbers – Die Logik des Verbrechens (NUMB3RS, Folge 2x10)
- 2006: Charmed – Zauberhafte Hexen (Charmed, Folge 8x14)
- 2006: Monk (Folge 4x16)
- 2006–2012: Schatten der Leidenschaft (The Young and the Restless, 27 Folgen)
- 2006: Shark (Folge 1x07)
- 2006: Boston Legal (Folge 3x10)
- 2007: Emergency Room – Die Notaufnahme (ER, Folge 13x15)
- 2008: Chuck (Folge 2x05)
- 2009, 2016: Navy CIS (NCIS, Folge 7x03, 14x10)
- 2009: Dollhouse (Folge 2x04)
- 2010–2011: Law & Order: LA (Folgen 1x04, 1x16)
- 2010–2012: Reich und Schön (The Bold And The Beautiful, 3 Folgen)
- 2011: Hawaii Five-0 (Folge 1x18)
- 2012: New Girl (Folge 1x11)
- 2013: Franklin & Bash (Folge 3x08)
- 2013: Raising Hope (Folge 4x02)
- 2013: Ben and Kate (Folge 1x15)
- 2015: The Grinder – Immer im Recht (The Grinder, Folge 1x08)
- 2015–2016: Dr. Ken (2 Folgen)
- 2016: 24: Legacy (Folge 1x01)
- 2017: Madam Secretary (Folge 3x16)
- 2017: Dice (Folge 2x07)
- 2018: Designated Survivor (Folge 2x14)
- 2019: Doxxed (Folgen 1x01–1x02)
- 2020: Dirty John (Folge 2x01)
- 2021: United States of Al (Folge 2x04)
- 2021: Noch nie in meinem Leben … (Never Have I Ever, Folge 2x03, 2x09)
- 2022: The Really Loud House (Folge 1x04)
- 2024: Undercover im Seniorenheim (A Man on the Inside, 6 Folgen)
- 2024: Avatar – Der Herr der Elemente (Avatar: The Last Airbender, Folge 1x01)

### Synchronrollen
- 1990: New Kids on the Block (Zeichentrickserie, 14 Folgen)
- 1991–1992: Captain Planet (Captain Planet and the Planeteers, Zeichentrickserie, 4 Folgen) … als Curator u. a.
- 1992: Die Legende von Prinz Eisenherz (The Legend of Prince Valiant, Zeichentrickserie, Folge 1x21) … als Chung Ling-Su
- 1994–1996: Die Fantastischen Vier (Fantastic Four, Zeichentrickserie, 4 Folgen) … als Karnak u. a.
- 1996: Gargoyles – Auf den Schwingen der Gerechtigkeit (Gargoyles, Zeichentrickserie, 2 Folgen)
- 1998: Superman (Zeichentrickserie, Folge 2x28) … als Dr. Cornell
- 1999–2000: Batman of the Future (Zeichentrickserie, 4 Folgen)
- 2001: Disneys Große Pause: Die geheime Mission (Recess: School's Out, Zeichentrickfilm) … als Mr. Yamashiro
- 2001: Dr. Dolittle 2 … als Bee
- 2001–2003: Samurai Jack (Zeichentrickserie, 3 Folgen)
- 2001: Jackie Chan Adventures (Zeichentrickserie, Folge 2x04) … als Gangleader
- 2003–2005: Lilo & Stitch (Zeichentrickserie, 7 Folgen) … als Mr. Wong u. a.^
- 2005: Avatar – Der Herr der Elemente (Avatar: The Last Airbender, Zeichentrickserie, 4 Folgen)
- 2008: The Spectacular Spider-Man (The Spectacular Spider-Man Animated Series, Zeichentrickserie, Folge 1x08) … als Ted Twaki/Car Salesman
- 2011, 2015: Die Pinguine aus Madagascar (The Penguins of Madagascar, Animationsserie, Folgen 2x31, 3x18) … als Shingen
- 2012: Die Legende von Korra (The Legend of Korra, Zeichentrickserie, Folge 1x04) … Additional Voice
- 2012: Mission Scooby-Doo (Scooby-Doo Mystery Incorporated, Zeichentrickserie, Folge 2x14) … als Picnicker
- 2017: Bleib cool, Scooby-Doo! (Be cool, Scooby-Doo!, Animationsserie, Folge 2x08) … als Mr. Kagawa
- 2019: Die Garde der Löwen (The Lion Guard, Zeichentrickserie, Folge 3x04) … als Domog
- 2021: Gipfel der Götter (Le sommet des dieux, Animationsfilm) … als Sherpa
- 2022–2023: Pantheon (Animationsserie, 6 Folgen) … als Ping
- 2023: Blue Eye Samurai (Animationsserie) … verschiedene Rollen